# 川上法励

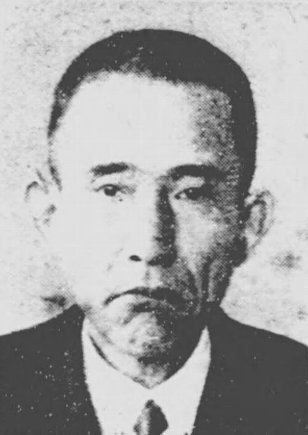
川上法励

川上 法励（かわかみ ほうれい、1881年（明治14年）6月10日 - 1944年（昭和19年）7月28日）は、日本の衆議院議員。ジャーナリスト。

## 経歴
新潟県西蒲原郡吉田村（現在の燕市）出身。1909年（明治42年）に早稲田大学政治経済科を卒業し、中国に留学した。『北越新報』記者、同社主筆を経て、新潟中央新聞社社長となった。
1942年（昭和17年）、第21回衆議院議員総選挙に出馬し、当選を果たした。